# Bematistes epiprotea
Bematistes epiprotea är en fjärilsart som beskrevs av Butler 1874. Bematistes epiprotea ingår i släktet Bematistes och familjen praktfjärilar. Inga underarter finns listade i Catalogue of Life.